# 부로바 SA
Bulova SA는 1984-85 시즌 이후 해체된 홍콩 축구단이다.
1977년 부로바는 홍콩 3부 리그에 가입했고 1부 리그로 승격하기 위한 3개년을 계획했다. 결국 1979-80 시즌에 부로바는 홍콩의 1부 리그인 홍콩 퍼스트 디비전 리그에 처음 참가하게 되었다.
팀은 많은 관중을 끌어들이는 많은 전시 경기를 준비했었다. 부로바가 진행한 경기 중 유명한 경기는 1983년 리버풀과의 경기, 1984년 맨체스터 유나이티드와의 경기가 대표적이며 1982년과  1983년 할렐루야 팀의 초청을 받아 한국에서 경기를 치뤘다.
부로바는 또한 1981-82년과 1982-83년에 홍콩 FA 컵과 홍콩 총독컵에서 더블을 차지하는 등 홍콩 축구 클럽팀 중에서도 강팀의 모습으로 자리잡아갔다. 이후에도 1979-80년에 FA컵에서 준우승을 했으며, 1984년에는 홍콩 시니어 실드에서 우승, 1982–83년 및 1983–84년에 홍콩 퍼스트 디비전 리그에서 준우승을 기록했었다.
1. ↑  香港足球總會九十週年紀念特刊
2. ↑  “朴成華(박성화)등 5명 보강 할렐루야 戰力(전력) 정비”. 조선일보. 1982년 11월 4일. 2023년 6월 7일에 확인함.
3. ↑  “홍콩 프로팀과 오늘부터 경기”. 조선일보. 1983년 8월 13일. 2023년 6월 7일에 확인함.